# Castello di Zena
Das Castello di Zena ist ein mittelalterlicher Burgkomplex aus sechs Gebäuden in Zena, einem Ortsteil der Gemeinde Carpaneto Piacentino in der italienischen Emilia-Romagna. Er liegt in der Poebene zwischen dem Rigliobach und dem Cherobach, etwa 4 km südlich der Via Emilia, 13 km entfernt von der Stadt Fiorenzuola d’Arda und 20 km entfernt von Piacenza.

## Geschichte
Das exakte Baudatum des Komplexes ist nicht bekannt, aber die erste urkundliche Erwähnung stammt vom September 1216, als Truppen aus Cremona, die nach Pontenure beordert worden waren, das Gebäude zerstörten. Am 6. September 1373, im Krieg der Kirche gegen die Familie Visconti, nahm Francesco Confalonieri die Burg in Besitz und zwang Leonardo Dolzani, der sie vorher für die Viscontis in Besitz genommen hatte, zur Flucht. Als sie wieder unter der Kontrolle der Familie Dolzani war, wurde sie im Januar 1386 als Teil eines 12 Pertico großen Gebietes von ‚‚Giovanni‘‘ und ‚‚Marco Dolzani‘‘ an ‚‚Pietro Ziliani‘‘ für 400 piacentinische Lire verkauft. 1401, nach anderen Quellen 1412, verkaufte die Familie ‚‚Dolzani‘‘ die zwischenzeitlich wieder in Besitz des Gebäudes gekommen war, es erneut, diesmal an ‚‚Raffaello Fulgosi‘‘.
In der zweiten Hälfte des 15. Jahrhunderts befand sich die Anlage in Besitz von Morello Scolari aus Parma und 1494 verkaufte sie dessen Sohn, Traino, an den Kardinal Francesco Sforza. Nachdem der Kardinal ohne Erben verstorben war, fiel die Burg an die Witwe Orsina Torelli aus Montechiarugolo, bevor sie 1531 an Costanza del Caretto, auch Madama la Grande genannt, die Witwe von Galeazzo Sanseverino, verkauft wurde. Nach dem Tod von Costanza del Caretto 1562 erbte sie Gilberto Sanvitale, der Graf von Sala und uneheliche Sohn von Caterina, der Schwester von Costanza del Caretto. Gilberto Sanvitale erteilte Enea Zochi den Auftrag, an seiner Stelle die Burg zu betreten, und nahm an der Lehenszeremonie teil, während der er, wie einige Zeugen, die im Staatsarchiv von Parma vermerkt ist, eintrat, „indem er die Zugbrücke und den Fußgängersteg der genannten Burg anhob und absenkte, das Tor der Festung selbst öffnete und schloss und hineinspazierte“, bevor er den Besitz aller umliegenden Felder und Grundstücke unter der Regentschaft verschiedener Meister.
1588 gab es einen Streit um die Burg zwischen dem Markgrafen Gerolamo Sanvitale aus Colorno und Gian Giacomo und Antonio Anviti, denen zwei Drittel der Güter von Zena gehörten. Am 17. März 1590 verkaufte der Markgraf die Burg für 45.000 Scudi an eine Gesellschaft, die aus den beiden Anviti-Brüdern, dem Schwiegersohn Antonios, Bartolomeo Marinoni, und dem Doktor Ulderico Ruscio bestand. Am 16. Mai 1592 wurde der Anteil von Marinoni zwischen den beiden Anviti-Brüdern und dem Doktor Gian Giorgio Ruscio aufgeteilt. Im folgenden Jahr strengten die Brüder Anviti erneut einen Gerichtsprozess gegen Gerolamo Sanvitale an. Am 7. August 1599 wurde die Aufteilung der Eigentums an dem Komplex durch ein Übereinkommen zwischen den Familien Anviti und Ruscio endgültig geregelt.
Am 12. September 1626 verkaufte die Familie Anviti ihren Anteil an der Burg an Doktor Gian Giorgio Rossi, von dem es an dessen Sohn, Ulderico, übertragen wurde, dem es aber konfisziert wurde, nachdem er eines Verbrechens angeklagt wurde. Später fiel das Eigentum aber in die Hände der Familie zurück, und zwar über die Tochter Paola, die mit dem Grafen Francesco Rossi verheiratet war. Die Familie Anviti prangerte inzwischen die Unregelmäßigkeit des Verkaufs von 1626 an und es gelang ihr, das Recht auf das Eigentum an der Hälfte der Burg zu erlangen.
Am 29. Juli 1702 investierte der Herzog von Parma und Piacenza, Francesco Farnese, die Brüder Pier Francesco und Giuseppe Anviti in das Lehen von Zena und erhob sie zu Grafen. Diese Entscheidung war dadurch motiviert, dass Pier Francesco Anviti für einige Mitglieder des Hauses Farnese das Amt des Schriftführers an verschiedenen Höfen Europas gewissenhaft ausgeübt hatte, während Giuseppe Anviti sich um die Reorganisation und die spätere Verwaltung der öffentlichen und geheimen Archive der herzoglichen Liegenschaftsverwaltung der Farneses gekümmert hatte.
Am 11. November 1723 überließen die Testamentsvollstrecker des Grafen Gian Giorgio Rossi, der, da er ohne Erben verstorben war, all sein Hab und Gut aus freier Wahl hinterlassen hatte, die Hälfte der Burg, die der Familie Rossi gehört hatte, dem Grafen Odoardo Anviti, der so das Eigentum an der ganzen Burg erlangte. Die Anvitis behielten die Burg bis zur Annexion des Herzogtums Parma und Piacenza durch das Königreich Sardinien, bei der der Graf Luigi, Kolonnel in den Reihen der bourbonischen Truppen, gefangen genommen und dann von der Menge gelyncht wurde.
Um 1860 gehörte das Gebäude Luigi Allegri aus Parma, der es 1906 seiner Tochter Enedina, der Gattin des Generals Badanelli Donati, vererbte. 1916 fiel der Komplex an die Tochter Mercedes und von dieser, 1951, an ihre Kinder, Gian Marco und Milena Perotti.
In den 1970er-Jahren wurden von Gian Mario Perotti eine Reihe von Restaurierungsarbeiten an dem Gebäude durchgeführt, die später von seinem Sohn Emanuele fortgeführt wurden, der das Anwesen geerbt hatte. In den 2000er-Jahren wurden die laufenden Restaurierungsarbeiten an der Burg in einem Programm unter der Ägide des Kulturministeriums untersucht und auf die Funktionalität der historischen Gebäude konzentriert. Das Projekt namens S.O.C.R.A.T.E.S. betrachtete die Definition der Methoden von allgemeinem Interesse und die Formen der Zusammenarbeit im Bereich des Erhalts von Bauten, die unter historischen und architektonischen Gesichtspunkten von bedeutendem Wert sind, ausgehend von der Fallstudie der Burg.

## Beschreibung

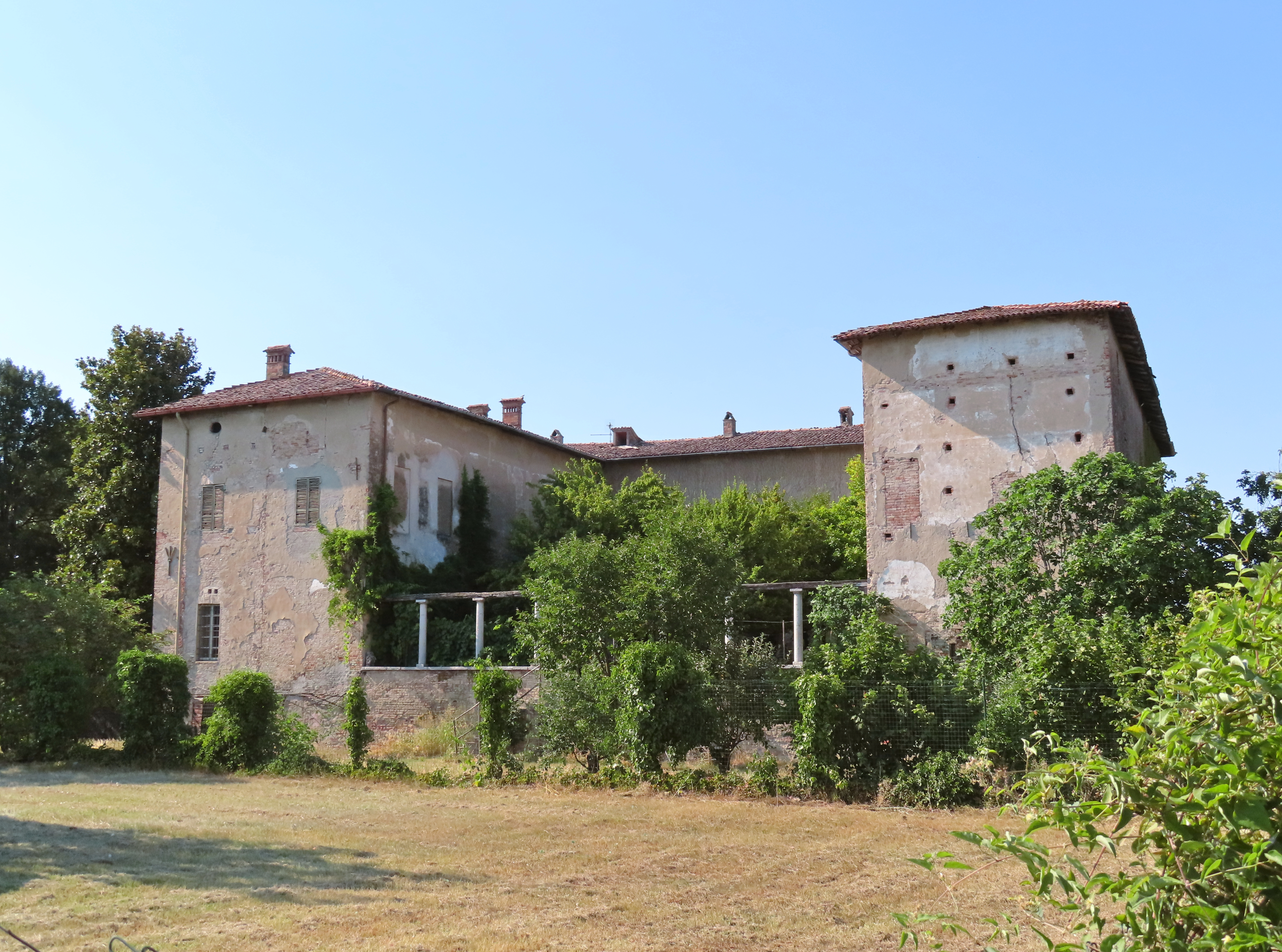
Südseite

Die Burg, die durch eine Verfügung des Kulturministeriums geschützt ist, erstreckt sich über eine Gesamtfläche von 2470 m² und liegt auf einem Grundstück mit einer Grundfläche von etwas weniger als 24.000 m².
Die Burg, die aus einem Tiefparterre, zwei oberirdischen Geschossen und einem Dachgeschoss besteht, hat trotz der Umbauten im Laufe der Jahre einige besondere Merkmale der Burgenarchitektur bewahrt. Das Gebäude hat einen quadratischen Grundriss mit Innenhof, der von einzelnen Baukörpern umgeben war, von denen einer im 18. Jahrhundert abgerissen wurde.
Der Komplex ist von einer Mauer umgeben, deren Verlauf dem des ursprünglichen Burggrabens entspricht, der an der Westseite von einer gemauerten Brücke überspannt wird, die gegen Ende des 18. Jahrhunderts als Ersatz für die vorherige Zugbrücke errichtet wurde, von der man heute noch einige Spuren sehen kann.
Im Inneren des Gebäudes befinden sich ein großer, offener Kamin, über dem ein Wappen der Familie ‚‚Rossi‘‘ angebracht ist, und diverse Fresken und  Supraporten, die man im Zuge der Restaurierungsarbeiten gefunden hat, die in der zweiten Hälfte des 20. Jahrhunderts durchgeführt wurden.
Außer aus der eigentlichen Burg besteht der Komplex aus weiteren fünf Gebäuden: Die Schmiede und das Haus von Douglas Scotti vor der Burg, ein kleiner Stall mit zwei Stockwerken und die alte Mühle, beide hinter der Burg, und schließlich ein kleines Haus mit einer Wohnfläche von etwa 100 m².

## Die Burg im Film
2011 diente die Burg als Set für den Kurzfilm Il Custode, den Gewinner des Preises für den besten Kurzfilm im Bereich „MyGiffini“ beim ‚‚Giffoni Film Festival‘‘ 2013.